# Битка код Хехштета
Прва битка код Хехштета је вођена 20. септембра 1703. године током Рата за шпанско наслеђе недалеко од Хехштета у Баварској. Француско-баварске снаге под командом маршала Вијара однеле су победу над аустријским снагама.